# Кальваря-Зебжидовска (гмина)
Кальваря-Зебжидовска (пол. Kalwaria Zebrzydowska) — городско-сельская гмина (волость) в Польше, входит как административная единица в Вадовицкий повет, Малопольское воеводство. Население — 19 118 человек (на 2004 год).

## Демография
| Перепись                       | Всего   | Всего | Женщины | Женщины | Мужчины | Мужчины |
| ------------------------------ | ------- | ----- | ------- | ------- | ------- | ------- |
| Единицы                        | человек | %     | человек | %       | человек | %       |
| Население                      | 19 118  | 100   | 9713    | 50,8    | 9405    | 49,2    |
| Плотность населения (чел./км²) | 253,8   | 253,8 | 129     | 129     | 124,9   | 124,9   |

## Населённые пункты
Барвалд-Гурны, Барвалд-Средни, Броды, Бугай, Зажице, Зажице-Вельке, Зебжидовице, Леньче, Мале, Подоляны, Пшитковице, Станислав-Дольны.

## Соседние гмины
1. Гмина Бжезница
2. Гмина Лянцкорона
3. Гмина Скавина
4. Гмина Стрышув
5. Гмина Вадовице